# Скрим (устройство)

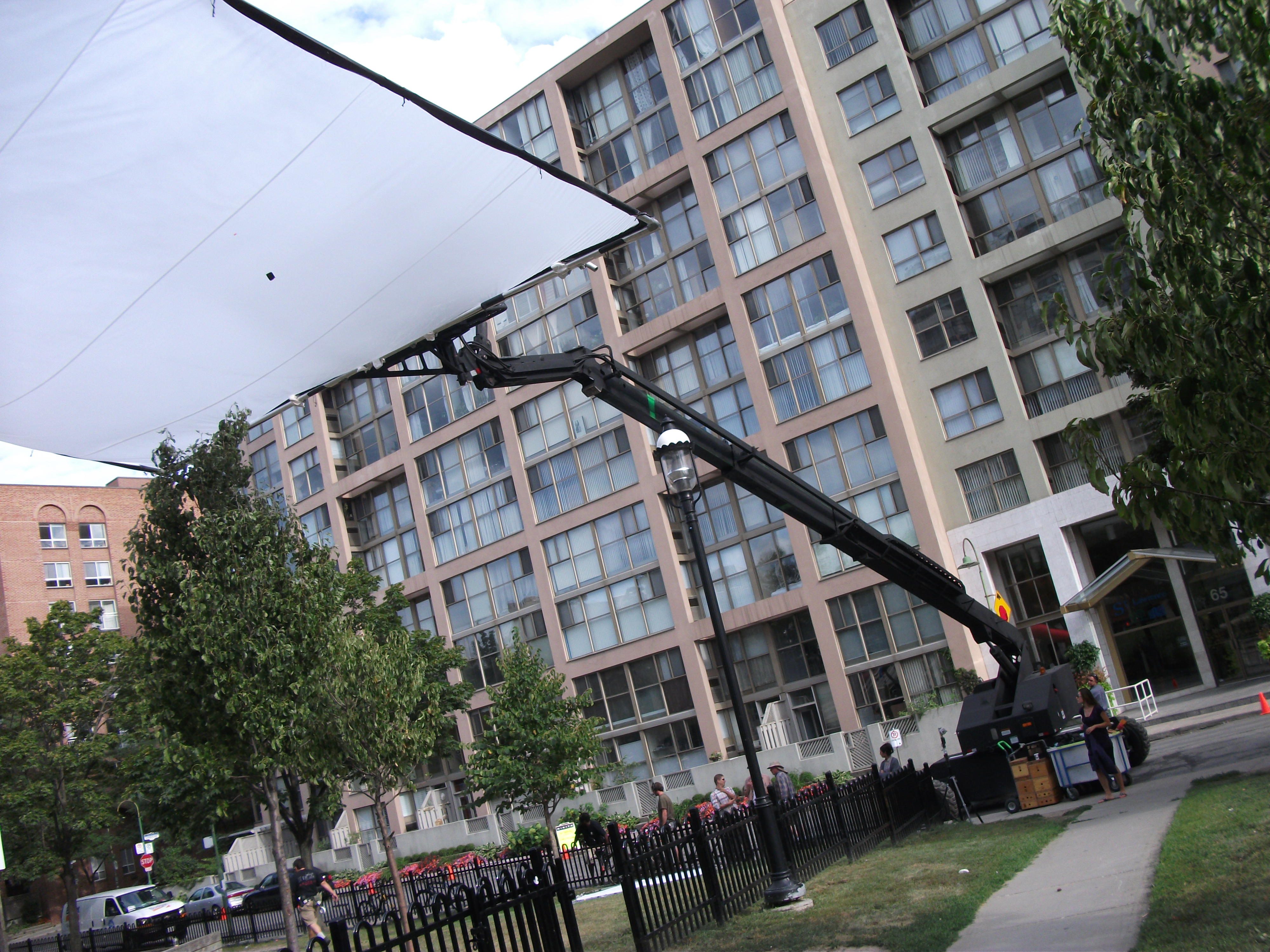
Скрим на кране, съёмки фильма «Никита́»

Скри́м (англ. Scrim) — приспособление, использующееся в кино-, фото- и телевизионной индустрии для модификации характера освещения. Есть разные конструкции скримов, в зависимости от того, используются они для модификации естественного или искусственного света. Общая особенность всех скримов — уменьшение интенсивности и жёсткости света.
Скрим создаёт освещение, похожее по характеру на софтбокс, но, в отличие от последнего, чаще применяется в натурных съёмках, чем в студии, так как является менее громоздким и более гибким в настройке инструментом.

## Частичные и градиентные скримы
Частичный скрим, как следует из названия, имеет рассеивающую поверхность непрямоугольной формы, что позволяет затемнять лишь часть объекта съёмки, оставляя остальную полностью освещённой. Градиентный скрим имеет разную степень затемнения на разных концах.